# Väiko-Tiilige
Väiko-Tiilige – wieś w Estonii, w prowincji Võru, w gminie Misso.